# 1977-es MotoGP-világbajnokság
Az 1977-es MotoGP-világbajnokság volt a gyorsaságimotoros-világbajnokság 29. szezonja.

## Versenynaptár
| #  | Nagydíj             | Helyszín     | 50 cm³ győztes     | 125 cm³ győztes    | 250 cm³ győztes   | 350 cm³ győztes   | 500 cm³ győztes | Összefoglaló |
| -- | ------------------- | ------------ | ------------------ | ------------------ | ----------------- | ----------------- | --------------- | ------------ |
| 1  | venezuelai nagydíj  | San Carlos   |                    | Ángel Nieto        | Walter Villa      | Johnny Cecotto    | Barry Sheene    | Összefoglaló |
| 2  | osztrák nagydíj     | Salzburgring |                    | Eugenio Lazzarini  |                   |                   | Jack Findlay    | Összefoglaló |
| 3  | német nagydíj       | Hockenheim   | Herbert Rittberger | Pier Paolo Bianchi | Christian Sarron  | Katajama Takazumi | Barry Sheene    | Összefoglaló |
| 4  | nemzetek nagydíja   | Imola        | Eugenio Lazzarini  | Pier Paolo Bianchi | Franco Uncini     | Alan North        | Barry Sheene    | Összefoglaló |
| 5  | spanyol nagydíj     | Jarama       | Ángel Nieto        | Pier Paolo Bianchi | Katajama Takazumi | Michel Rougerie   |                 | Összefoglaló |
| 6  | francia nagydíj     | Paul Ricard  |                    | Pier Paolo Bianchi | Jon Ekerold       | Katajama Takazumi | Barry Sheene    | Összefoglaló |
| 7  | jugoszláv nagydíj   | Opatija      | Ángel Nieto        | Pier Paolo Bianchi | Mario Lega        | Katajama Takazumi |                 | Összefoglaló |
| 8  | holland nagydíj     | Assen        | Ángel Nieto        | Ángel Nieto        | Mick Grant        | Kork Ballington   | Wil Hartog      | Összefoglaló |
| 9  | belga nagydíj       | Spa          | Eugenio Lazzarini  | Pier Paolo Bianchi | Walter Villa      |                   | Barry Sheene    | Összefoglaló |
| 10 | svéd nagydíj        | Anderstorp   | Ricardo Tormo      | Ángel Nieto        | Mick Grant        | Katajama Takazumi | Barry Sheene    | Összefoglaló |
| 11 | finn nagydíj        | Imatra       |                    | Pier Paolo Bianchi | Walter Villa      | Katajama Takazumi | Johnny Cecotto  | Összefoglaló |
| 12 | csehszlovák nagydíj | Brno         |                    |                    | Franco Uncini     | Johnny Cecotto    | Johnny Cecotto  | Összefoglaló |
| 13 | brit nagydíj        | Silverstone  |                    | Pierluigi Conforti | Kork Ballington   | Kork Ballington   | Pat Hennen      | Összefoglaló |

## Végeredmény

### 500 cm³
| #  | Versenyző        | Rajtszám | Ország             | Motor  | Pont | Győzelem |
| -- | ---------------- | -------- | ------------------ | ------ | ---- | -------- |
| 1  | Barry Sheene     | 1        | Egyesült Királyság | Suzuki | 107  | 6        |
| 2  | Steve Baker      | 32       | USA                | Yamaha | 80   | 0        |
| 3  | Pat Hennen       | 40       | USA                | Suzuki | 67   | 1        |
| 4  | Johnny Cecotto   |          | Venezuela          | Yamaha | 50   | 2        |
| 5  | Steve Parrish    |          | Egyesült Királyság | Suzuki | 39   | 0        |
| 6  | Giacomo Agostini | 7        | Olaszország        | Yamaha | 37   | 0        |
| 7  | Franco Bonera    |          | Olaszország        | Suzuki | 37   | 0        |
| 8  | Philippe Coulon  | 6        | Svájc              | Suzuki | 36   | 0        |
| 9  | Teuvo Lansivuori | 2        | Finnország         | Suzuki | 35   | 0        |
| 10 | Wil Hartog       |          | Hollandia          | Suzuki | 30   | 1        |

### 350 cm³
| #  | Versenyző          | Rajtszám | Ország                  | Motor  | Pont | Győzelem |
| -- | ------------------ | -------- | ----------------------- | ------ | ---- | -------- |
| 1  | Katajama Takazumi  | 7        | Japán                   | Yamaha | 95   | 5        |
| 2  | Tom Herron         | 4        | Egyesült Királyság      | Yamaha | 56   | 0        |
| 3  | Jon Ekerold        |          | Dél-afrikai Köztársaság | Yamaha | 54   | 0        |
| 4  | Michel Rougerie    |          | Franciaország           | Yamaha | 50   | 1        |
| 5  | Kork Ballington    |          | Dél-afrikai Köztársaság | Yamaha | 46   | 2        |
| 6  | Olivier Chevallier | 9        | Franciaország           | Yamaha | 39   | 0        |
| 7  | Christian Sarron   |          | Franciaország           | Yamaha | 38   | 0        |
| 8  | Patrick Fernandez  |          | Franciaország           | Yamaha | 34   | 0        |
| 9  | Johnny Cecotto     | 2        | Venezuela               | Yamaha | 30   | 2        |
| 10 | Alan North         |          | Dél-afrikai Köztársaság | Yamaha | 30   | 1        |

### 250 cm³
| #  | Versenyző         | Rajtszám | Ország                  | Motor           | Pont | Győzelem |
| -- | ----------------- | -------- | ----------------------- | --------------- | ---- | -------- |
| 1  | Mario Lega        |          | Olaszország             | Morbidelli      | 85   | 1        |
| 2  | Franco Uncini     |          | Olaszország             | Harley-Davidson | 72   | 2        |
| 3  | Walter Villa      | 1        | Olaszország             | Harley-Davidson | 67   | 3        |
| 4  | Takazumi Katayama |          | Japán                   | Yamaha          | 58   | 1        |
| 5  | Tom Herron        | 4        | Egyesült Királyság      | Yamaha          | 54   | 0        |
| 6  | Kork Ballington   |          | Dél-afrikai Köztársaság | Yamaha          | 49   | 1        |
| 7  | Alan North        | 6        | Dél-afrikai Köztársaság | Yamaha          | 43   | 0        |
| 8  | Mick Grant        |          | Egyesült Királyság      | Kawasaki        | 42   | 2        |
| 9  | Jon Ekerold       |          | Dél-afrikai Köztársaság | Yamaha          | 42   | 1        |
| 10 | Patrick Fernandez |          | Franciaország           | Yamaha          | 28   | 0        |

### 125 cm³
| #  | Versenyző              | Rajtszám | Ország        | Motor      | Pont | Győzelem |
| -- | ---------------------- | -------- | ------------- | ---------- | ---- | -------- |
| 1  | Pier Paolo Bianchi     | 1        | Olaszország   | Morbidelli | 131  | 7        |
| 2  | Eugenio Lazzarini      | 7        | Olaszország   | Morbidelli | 105  | 1        |
| 3  | Angel Nieto            | 2        | Spanyolország | Bultaco    | 80   | 3        |
| 4  | Jean-Louis Guignabodet | 6        | Franciaország | Morbidelli | 62   | 0        |
| 5  | Anton Mang             | 5        | NSZK          | Morbidelli | 55   | 0        |
| 6  | Gert Bender            |          | NSZK          | Bender     | 38   | 0        |
| 7  | Harald Bartol          |          | Ausztria      | Morbidelli | 32   | 0        |
| 8  | Hans Müller            |          | Svájc         | Morbidelli | 32   | 0        |
| 9  | Stefan Dörflinger      |          | Svájc         | Morbidelli | 32   | 0        |
| 10 | Pierluigi Conforti     |          | Olaszország   | Morbidelli | 30   | 1        |

### 50 cm³
| #  | Versenyző              | Rajtszám | Ország        | Motor      | Pont | Győzelem |
| -- | ---------------------- | -------- | ------------- | ---------- | ---- | -------- |
| 1  | Angel Nieto            | 1        | Spanyolország | Bultaco    | 87   | 3        |
| 2  | Eugenio Lazzarini      | 4        | Olaszország   | Kreidler   | 72   | 2        |
| 3  | Ricardo Tormo          |          | Spanyolország | Bultaco    | 69   | 1        |
| 4  | Herbert Rittberger     | 2        | Németország   | Kreidler   | 53   | 1        |
| 5  | Patrick Plisson        |          | Franciaország | ABF        | 26   | 0        |
| 6  | Stefan Dörflinger      | 7        | Svájc         | Kreidler   | 26   | 0        |
| 7  | Jean-Louis Guignabodet |          | Franciaország | Morbidelli | 14   | 0        |
| 8  | Hans Hummel            | 9        | Ausztria      | Kreidler   | 11   | 0        |
| 9  | Julien van Zeebroeck   | 6        | Belgium       | Kreidler   | 10   | 0        |
| 10 | Ramon Gali             |          | Spanyolország | Derbi      | 10   | 0        |

## Fordítás
- Ez a szócikk részben vagy egészben  a(z)   1977 Grand Prix motorcycle racing season című angol Wikipédia-szócikk fordításán alapul.  Az eredeti cikk szerkesztőit annak laptörténete sorolja fel. Ez a jelzés csupán a megfogalmazás eredetét és a szerzői jogokat jelzi, nem szolgál a cikkben szereplő információk forrásmegjelöléseként.